# 무사시 MUSASHI
《무사시 MUSASHI》(일본어: 武蔵 무사시[*])는 NHK에서 2003년 1월 5일부터 12월 7일까지 방영된 대하드라마로서 대하드라마 40주년 기념방송이다.

## 개요
이 작품은 요시카와 에이지의 소설을 1991년 이래 4번째로 대하드라마로 옮긴 작품이다. 주연 7대째 이치카와 신노스케는 1994년 《화의 란》에 출연한 이래 두 번째로 대하드라마에 출연하였다. 무사시의 오랜 친구인 혼이덴 마타하치 역은 쓰쓰미 신이치가, 무사시의 연인인 오쓰 역은 요네쿠라 료코가, 숙적인 사사키 소지로 역은 TOKIO 멤버인 마츠오카 마사히로가 각각 맡았다. 그리고 각본에는 가마타 도시오가 기용되고 음악은 이탈리아의 작곡가 엔니오 모리코네가 담당하였다. 이 작품은 사실을 바탕으로 한 드라마로서 여성이 성폭행을 당하는 장면이나, 양민들이 학살당하는 장면 등이 있는데, 이것은 대하드라마로서는 이색적인 것이었다.
원작은 간류지마의 대결로 끝을 맺고 있으나, 이 작품에서는 그 이후의 무사시가 스스로 마을을 만들고 그를 적대시하는 야규 무네노리로부터 마을을 끝까지 지키는 이야기도 있다. 간류지마 대결의 장면에는 불릿 타임(bullet time)을 응용한 시각적인 효과가 나오기도 하였다. 끝으로 무사시가 오사카성을 지키는 전쟁에 참가하지만 야규 무네노리와의 대결 이외에는 아무것도 하지 않는 것으로 묘사되고 있다.
참고로 2004년 1월에 구로사와 프로덕션 측과 저작권 침해 소송이 있었고 이듬해 상고가 기각되었으나, 이 드라마는 소송의 영향으로 2000년대에 방영된 대하드라마 중에서 비디오테이프나 DVD가 발매되지 않는 유일한 드라마가 되었다.

## 출연진

### 주인공과 주변인물
- 신멘 무사시→미야모토 무사시: 마스다 다카히사 → 이치카와 신노스케 (7대)
- 혼이덴 마타하치: 츠츠미 신이치
- 오스기: 나카무라 다마오
- 곤로쿠: 다니 게이
- 오츠: 사쿠라이 마코토→요네쿠라 료코
- 루시아: 다카하시 게이코
- 아케미: 우치야마 리나
- 오코: 가타세 리노
- 신멘 무니사이: 기타노 다케시
- 오긴: 기쿠치 마이코
- 조타로: 미우라 하루마
- 타쿠안 소호: 와타세 츠네히코

### 사사키 고지로와 주변인물
- 사사키 고지로: 오타카 리키야 →마쓰오카 마사히로
- 오시노: 미야자와 리에
- 야에: 나카마 유키에
- 고토: 나카마 유키에
- 하라다 규세쓰: 엔도 겐이치
- 가네마치 지자이: 쓰카야마 마사네

### 야규 일가
- 야규 세키슈사이: 후지타 마코토
- 야규 무네노리: 나카이 기이치
- 야규 효고노스케: 다카시마 마사노부
- 오린: 와쿠이 에미
- 야규 미쓰요시: 이와타 요시야
- 아야: 데라지마 시노부

### 호조인 일문
- 일관법사: 나가토 이사무
- 인슌: 하마다 마나부
- 아곤: 무토 게이지

### 요시오카 일문
- 요시오카 세이쥬로: 에노키 다카아키
- 요시오카 덴시치로: 미쓰이시 겐
- 기온 도지: 아베 히로시
- 우에다 료헤이: 고모토 마사히로

### 그 외 무사시의 라이벌과 주변인물
- 시시도 바이켄: 요시다 에이사쿠
- 가쓰: 미즈노 미키
- 무소 겐노스케: 오시바 구니히코
- 다카: 히다리 도키에
- 오노 다다아키: 하야시 구니시로

### 도요토미 가문
- 요도도노: 와카오 아야코
- 도요토미 히데요리: 신 신이치로(와타나베 다이)
- 센히메: 하시모토 마나미

### 도쿠가와 가문
- 도쿠가와 이에야스: 기타무라 가즈오
- 도쿠가와 히데타다: 2대 나카무라 시도
- 혼다 마사노부: 사이고 데루히코

### 사나다 가문
- 사나다 유키무라: 나카무라 마사토시
- 사나다 다이스케(사나다 유키마사): 도신 요시카즈
- 치쿠린인: 사카구치 료코

## 제작진
- 각본: 가마타 도시오
- 원작: 요시카와 에이지(《미야모토 무사시》)
- 음악: 엔니오 모리코네
- 주제음악연주: NHK 교향악단
- 해설: 하시즈메 이사오, 젠바 다카코(무사시 전설의 여행)
- 시대고증: 후타키 겐이치
- 건축고증: 히라이 세이
- 의상고증: 고이즈미 기요코
- 제목의 글씨: 요시카와 쥬이치
- 무술지도: 하야시 구니시로
- 촬영협조: 이바라키현, 오카야마현, 효고현 히메지시, 구마모토현, 후쿠이현 등
- 제작총괄: 이치이 히사시, 후루카와 호이치로
- 미술: 아라이 게이, 곤도 도모
- 기술: 가와사키 가즈히코
- 음향효과: 요시다 나오야
- 편집: 아베 가쿠
- 촬영: 구마키 료지, 나가무라 시노부 등
- 연출: 오자키 미쓰노부, 기무라 다카후미, 노다 유스케, 고토 다카히사, 사쿠라이 겐, 오하라 다쿠

## 방영일정
| 회수(回數)                                                            | 방영날짜  | 부제                        | 연출            |
| --------------------------------------------------------------------- | --------- | --------------------------- | --------------- |
| 제1회                                                                 | 1월 5일   | 나는 강하다!                | 오자키 미츠노부 |
| 제2회                                                                 | 1월 12일  | 너를 지키겠다!              | 오자키 미츠노부 |
| 제3회                                                                 | 1월 19일  | 너의 약함을 알라!           | 오자키 미츠노부 |
| 제4회                                                                 | 1월 26일  | 무찔러 보이겠다!            | 기무라 다카후미 |
| 제5회                                                                 | 2월 2일   | 처음부터 다시 시작하라!     | 기무라 다카후미 |
| 제6회                                                                 | 2월 9일   | 대결! 반야자카              | 오자키 미츠노부 |
| 제7회                                                                 | 2월 16일  | 비검! 쓰바메가에시(燕返し)  | 오자키 미츠노부 |
| 제8회                                                                 | 2월 23일  | 자! 야규의 검이다           | 기무라 다카후미 |
| 제9회                                                                 | 3월 2일   | 너 자신을 알라!             | 기무라 다카후미 |
| 제10회                                                                | 3월 9일   | 미야모토 무사시 등장!       | 노다 유스케     |
| 제11회                                                                | 3월 16일  | 수라장의 길에!              | 노다 유스케     |
| 제12회                                                                | 3월 23일  | 나는 죽지 않는다!           | 오자키 미츠노부 |
| 제13회                                                                | 3월 30일  | 잇쇼지의 대결!              | 오자키 미츠노부 |
| 제14회                                                                | 4월 6일   | 아름다움은 아름다운 대로!   | 오자키 미츠노부 |
| 제15회                                                                | 4월 13일  | 울려라! 피리소리            | 기무라 다카후미 |
| 제16회                                                                | 4월 20일  | 이세의 검객!                | 기무라 다카후미 |
| 제17회                                                                | 4월 27일  | 스스로 가는 길!             | 오자키 미츠노부 |
| 제18회                                                                | 5월 4일   | 여자의 마음은 흔들린다!     | 나기가와 요시로 |
| 제19회                                                                | 5월 11일  | 풍운의 에도!                | 나기가와 요시로 |
| 제20회                                                                | 5월 18일  | 이에야스 암살!              | 오자키 미츠노부 |
| 제21회                                                                | 5월 25일  | 필살의 쇠사슬낫!            | 오자키 미츠노부 |
| 제22회                                                                | 6월 1일   | 대결! 시시도 바이켄         | 기무라 다카후미 |
| 제23회                                                                | 6월 8일   | 지아비의 원수!              | 기무라 다카후미 |
| 제24회                                                                | 6월 15일  | 되살아나다! 싸움의 나날들이 | 오자키 미츠노부 |
| 제25회                                                                | 6월 22일  | 오쓰의 눈물                 | 고토 다카히사   |
| 제26회                                                                | 6월 29일  | 야규의 권유                 | 고토 다카히사   |
| 제27회                                                                | 7월 6일   | 재회! 무사시와 오쓰         | 오자키 미츠노부 |
| 제28회                                                                | 7월 13일  | 잠깐사이의 사랑             | 기무라 다카후미 |
| 제29회                                                                | 7월 20일  | 고지로 움직이다!            | 오자키 미쓰노부 |
| 제30회                                                                | 7월 27일  | 세키슈사이의 유훈(遺訓)     | 노다 유스케     |
| 제31회                                                                | 8월 3일   | 오쓰는 어디에               | 기무라 다카후미 |
| 제32회                                                                | 8월 10일  | 무사시의 결의               | 사쿠라이 겐     |
| 제33회                                                                | 8월 17일  | 아버지와의 재회             | 노다 유스케     |
| 제34회                                                                | 8월 24일  | 대결! 무소류                | 오자키 미쓰노부 |
| 제35회                                                                | 8월 31일  | 무사시, 고쿠라로!           | 기무라 다카후미 |
| 제36회                                                                | 9월 7일   | 무사시와 고지로             | 기무라 다카후미 |
| 제37회                                                                | 9월 14일  | 간류지마로 가는 길          | 오자키 미쓰노부 |
| 제38회                                                                | 9월 21일  | 대결! 간류지마              | 오자키 미쓰노부 |
| 제39회                                                                | 9월 28일  | 무사시의 귀환               | 기무라 다카후미 |
| 제40회                                                                | 10월 5일  | 사람을 믿는 마음            | 오하라 다쿠     |
| 제41회                                                                | 10월 12일 | 마타하치 위험!              | 나기가와 요시로 |
| 제42회                                                                | 10월 19일 | 무사시와 유키무라           | 오자키 미쓰노부 |
| 제43회                                                                | 10월 26일 | 무사시 마을의 위기          | 나기가와 요시로 |
| 제44회                                                                | 11월 2일  | 오스기 돌아가다!            | 오자키 미쓰노부 |
| 제45회                                                                | 11월 9일  | 겨울의 진에서 개전!         | 나기가와 요시로 |
| 제46회                                                                | 11월 16일 | 숙적! 야규 무네노리         | 오하라 다쿠     |
| 제47회                                                                | 11월 23일 | 눈물의 이별                 | 사쿠라이 겐     |
| 제48회                                                                | 11월 30일 | 야규를 무찌르라!            | 기무라 다카후미 |
| 제49회 (최종회)                                                       | 12월 7일  | 무사시여 영원히!            | 오자키 미쓰노부 |
| 평균시청률: 16.7% (시청률 조사는 간토지방 비디오 리서치사에서 실시함) |           |                             |                 |